# Horst Krumpen
Horst Krumpen (* 15. Juli 1966 in Inden) ist ein deutscher Kaufmann und Politiker (FDP, Die Linke).

## Leben
Krumpen ist ausgebildeter Kaufmann und studierter Sozialpädagoge. Zwölf Jahre diente er als [Soldat auf Zeit] und Offizier bei der Bundeswehr. 1986 trat er in die FDP ein. 1998 wurde er zum Schriftführer des FDP-Landesverbandes Bayern und war damit Mitglied des FDP-Landesvorstandes, im Jahr 2000 zum ehrenamtlichen Generalsekretär der FDP Bayern neben seiner Tätigkeit als selbständiger Sportartikelverkäufer gewählt. Dieses Amt übte er bis Ende September 2004 aus. Gleichzeitig war er von 2001 bis Ende 2004 Mitglied des FDP-Bundesvorstandes. 2002 kandidierte er für den Deutschen Bundestag im  Wahlkreis Kulmbach als Direktkandidat und wurde Viertplatzierter. 2003 war er Spitzenkandidat der Mittelfränkischen FDP bei der Landtagswahl in Bayern und stand auf Platz 1 der Landesliste, die FDP scheiterte jedoch an der Fünf-Prozent-Hürde. Bei der Bundestagswahl 2005 kandidierte er erneut für den Deutschen Bundestag, diesmal im  Wahlkreis Schweinfurt. Für seine Verdienste um die FDP in Bayern wurde Krumpen mit der Thomas-Dehler-Medaille in Gold geehrt.
Von Oktober 2004 bis Ende 2006 war er als hauptamtlicher Landesgeschäftsführer und Pressesprecher der FDP Berlin, von 2007 bis 2009 als Leiter der Liberalen Bürgerbüros für den Fraktionsvorsitzenden der FDP-Fraktion in Mecklenburg-Vorpommern, Michael Roolf, tätig.
Im Juni 2010 trat Krumpen aus der FDP aus, im Oktober 2010 in die Partei Die Linke ein, weil er über die Sprüche von der „spatrömischen Dekadenz“ und das Ignorieren der sozialen Frage der FDP erbost gewesen sei. Seit April 2015 ist Krumpen Kreisvorsitzender des Kreisverbandes Die Linke Nordwestmecklenburg. Bei der Landtagswahl in Mecklenburg-Vorpommern 2016 war er Direktkandidat im Wahlkreis Wismar und stand auf Platz 27 der Landesliste. Bei der Bundestagswahl 2017 war er Direktkandidat im Wahlkreis Ludwigslust-Parchim II – Nordwestmecklenburg II – Landkreis Rostock I und erreichte den 4. Platz. 2018 war er Bürgermeisterkandidat für Die Linke in Wismar und erreichte den dritten Platz. Seit Mai 2019 Mitglied des Kreistages Nordwestmecklenburg und der Bürgerschaft der Hansestadt Wismar. Anfang August 2021 wurde er zum Fraktionsvorsitzenden der Fraktion Die Linke in der Bürgerschaft Wismars gewählt, nachdem er diese Funktion bereits ab Juni 2021 kommissarisch ausgefüllt hatte. 2021 kandidierte er im Wahlkreis Wismar für Die Linke bei der Landtagswahl in Mecklenburg-Vorpommern als Direktkandidat, wurde jedoch nur Viertplatzierter. Seit März 2022 ist Krumpen stellvertretender Landesvorsitzender der Linkspartei in Mecklenburg Vorpommern.

## Privates
Krumpen ist alleinerziehender Vater und hat einen Sohn. Er betreibt einen Laden in Wismar. Er engagiert sich 2007 im Netzwerk für Demokratie und Toleranz gegen Neonazismus in Wismar.
Seit März 2019 ist er Landesvorsitzender des ADFC in Mecklenburg-Vorpommern und wurde im August 2021 und im März 2023 wiedergewählt. Krumpen engagiert sich für einen fahrradfreundlichen Verkehrswegsausbau.